# 诺尔盖勒格的高飞小鸟
诺尔加拉格的高飞小鸟是前英国绿洲乐队 (Oasis) 的作曲家兼吉他手诺尔·加拉格 (Noel Gallagher) 在离开绿洲后另组的摇滚乐队。高飞鸟的现任成员包括前绿洲乐队的吉他手甘姆·阿彻 (Gem Archer) 、前绿洲乐队的鼓手Chris Sharrock、键盘手Mike Rowe、贝斯手Russell Pritchard等。高飞鸟的音乐创作也有强尼·马尔 (Johnny Marr) 、保罗·威勒 (Paul Weller) 等著名英国音乐人的合作参与。
2009年8月，诺尔因绿洲巴黎巡演时和其弟利亚姆·加拉格 (Liam Gallagher) 发生争端，在其个人网站上发布声明执意退出乐队。绿洲乐队也随之解散。2011年7月，诺尔在发布会上宣布单飞，另组乐队诺尔加拉格的高飞小鸟。
2024年8月，绿洲乐队宣布重组并将在2025年举行一系列全球巡演。其后至今高飞鸟乐队疑似处于休眠状态，并无音乐和演出活动。
诺尔曾解释乐队名称来源于两部分：以自己的姓名开头源于英国乐队佛利伍麦克 (Fleetwood Mac) 的专辑《Peter Green's Fleetwood Mac》；而“高飞小鸟”则源于美国乐队杰佛森飞船 (Jefferson Airplane) 的歌曲《High Flying Bird》。

## 乐队历史

### 绿洲解散 (2009-2010)
在绿洲还未解散的末期，便有关于诺尔打算单飞的传言出现。2009年8月28日，乐队巡演至法国巴黎时，兄弟二人再次闹翻并致使该演出在开场前取消。随后诺尔在其个人网站上发布声明退出绿洲，称“无法再和利亚姆共事任何一天”、“针对我和我家人、朋友的言语暴力以及羞辱已经再也无法忍受，而我的管理团队和其余乐队伙伴们仍然听之任之缺乏理解和支持，这让我除了寻得一片新的天地别无退路。”绿洲乐队也随之解散。

### 《Noel Gallagher's High Flying Birds》(2011-2012)
2011年7月7日，诺尔召开发布会宣布以诺尔加拉格的高飞小鸟 (Noel Gallagher's High Flying Birds) 为名另组乐队，展开音乐活动并将于同年发布同名专辑，次年再发布一张和英国电子乐队Amorphous Androgynous合作的专辑。随后，单曲《The Death of You and Me》、《AKA... What a Life!》、《If I Had a Gun...》接连发行。同年10月17日，同名专辑发行，且在两天之内就卖出55000余张，并在一周后以122530余张的销量荣登英国专辑排行榜榜首。而同年初，弟弟利亚姆的泡泡眼乐队 (Beady Eye) 以66817张的销量获得该榜第三名。11月11日，获得英国唱片业协会的白金唱片认证。该专辑也获得2011年英国专辑销量排行的第14名、摇滚专辑销量排行的第2名（仅次于酷玩乐队的《Mylo Xyloto》）截止2013年1月，英国销量达到739000份。截止2015年2月，在全球范围内销量达到250余万份。
提及和Amorphous Androgynous合作的第二张专辑，诺尔称该专辑“听起来有点像平克·弗洛伊德乐队 (Pink Floyd) 的专辑《月之暗面》 (Dark Side of the Moon)。和高飞鸟首专有些许类似，但更加迷幻和眩晕感，不过这并不是一个电子乐项目。”然而，之后诺尔又忧虑重重认为此次合作“略显过火”，深思熟虑后搁置了这张专辑的发行计划。
2012年4月的国际唱片日，EP《Songs from the Great White North》限定发行。这张唱片包含了众多B面曲以及和Amorphous Androgynous合作的歌曲《Shoot a Hole Into the Sun》。
诺尔聘请了参与制作首张专辑的键盘手Mike Rowe和鼓手Jeremy Stacey加入首次乐队巡演。来自The Zutons乐队的贝斯手Russell Pritchard听闻诺尔决定单飞巡演的消息后，毛遂自荐并被批准加入巡演。来自The Sand Band乐队的David McConnell本被选中作为吉他手，但在巡演开始数周之前被解雇。Rowe和Stacey的旧友，美国音乐家Tim Smith随后作为巡演吉他手被起用。
2012年9月，诺尔携乐队在香港和台北举行演出。

### 《Chasing Yesterday》 (2013-2016)
2014年5月，诺尔在其官方Facebook账号上发布照片，证实正在进行第二张专辑的工作。10月，官方宣布一张名为《追逐昨日》(Chasing Yesterday) 的专辑将于次年3月发行。11月起， 单曲《In the Heat of the Moment》、《Ballad of the Mighty I》和《Riverman》接连发行。 
2016年3月，乐队巡演至墨西哥时，鼓手Jeremy Stacey宣布将加入英国前卫摇滚乐队深红之王 (King Crimson) 。为了完成剩下的演出，同时由于利亚姆的泡泡眼乐队 (Beady Eye) 已于2014年解散，诺尔聘请了泡泡眼的鼓手，同时也是绿洲的最后一任鼓手Chris Sharrock加入巡演。诺尔曾经称Stacey和Sharrock是整个英格兰唯二会考虑的鼓手人选。虽然Stacey离开了巡演，但他仍然参与了高飞鸟第三张专辑《明月何人造》 (Who Built the Moon?） 的录制。

### 《Who Built The Moon?》及迷你专辑EP (2017-2024)
2016年10月，诺尔在其Instagram账号上发布照片，证实正在进行第三张专辑的工作。
2017年6月，诺尔主持了一场绿洲纪录片《超音速》的特殊放映活动。
2017年7月，诺尔在其Instagram账号上发布照片，宣布乐队会有新成员的加入。随后，巡演鼓手Sharrock和吉他手甘姆·阿彻 (Gem Archer) 被证实正式加入高飞鸟。Sharrock和Gem均是绿洲乐队和泡泡眼乐队的成员，Gem曾经跟随诺尔以个人名义出演众多不插电演出。
2017年9月，高飞鸟领衔曼彻斯特“We Are Manchester”公益演出，纪念于五月发生的爆炸案后，曼城体育场的重新开放。
2017年10月，三名女性（键盘手/和声Jessica Greenfield、“剪刀手”Charlotte Marionneau、非裔歌手YSEE）首次出现在单曲MV和现场表演节目录制中，之后被证实为高飞鸟新成员并加入之后的巡演。
2017年11月，第三张专辑《明月何人造》 (Who Built the Moon?) 发行，乐队随后展开全球巡演。
2018年11月，一本记录了本次巡演的摄影集《Any Road Will Get Us There (If We Don't Know Where We're Going)》出版。
2019年6月，EP《黑星跳舞》 (Black Star Dancing)发行 。
2019年9月，EP《正是此地》 (This Is The Place)发行 。
2020年3月，EP《蓝月当空》 (Blue Moon Rising)发行。
2023年6月，第四张专辑《社宅天空》(Council Skies)发行。

### 休眠状态 (2024-至今)
2024年8月，绿洲乐队宣布重组并将在2025年举行一系列全球巡演。其后至今高飞鸟乐队疑似处于休眠状态，并无音乐和演出活动。

## 作品目录

### 录音室专辑 (Album)
- 《诺尔加拉格的高飞小鸟》(Noel Gallagher's High Flying Birds) (2011)
- 《追寻昨日》 (Chasing Yesterday) (2015)
- 《明月何人造》 (Who Built the Moon?) (2017)
- 《社宅天空》（Council Skies）(2023)

### 单曲 (Single)
| 年份 | 单曲                           | 最高排名 | 最高排名 | 专辑                                      |
| 年份 | 单曲                           | 英国     | 爱尔兰   | 专辑                                      |
| ---- | ------------------------------ | -------- | -------- | ----------------------------------------- |
| 2011 | The Death of You and Me        | 15       | 35       | 《诺尔加拉格的高飞小鸟》                  |
| 2011 | AKA... What a Life!            | 20       | –        | 《诺尔加拉格的高飞小鸟》                  |
| 2011 | If I Had a Gun...              | 95       | –        | 《诺尔加拉格的高飞小鸟》                  |
| 2012 | Dream On                       | 52       | –        | 《诺尔加拉格的高飞小鸟》                  |
| 2012 | Everybody's on the Run         | 61       | –        | 《诺尔加拉格的高飞小鸟》                  |
| 2014 | In the Heat of the Moment      | 26       | 71       | 《追寻昨日》                              |
| 2015 | Ballad of the Mighty I         | 75       | –        | 《追寻昨日》                              |
| 2015 | Riverman                       | –        | –        | 《追寻昨日》                              |
| 2015 | Lock All the Doors             | –        | –        | 《追寻昨日》                              |
| 2015 | The Dying Of the Light         | –        | –        | 《追寻昨日》                              |
| 2017 | Holy Mountain                  | 31       | –        | 《明月何人造》                            |
| 2017 | It's a Beautiful World         | 77       | –        | 《明月何人造》                            |
| 2018 | She Taught Me How to Fly       | 71       | –        | 《明月何人造》                            |
| 2018 | If Love Is the Law             | –        | –        | 《明月何人造》                            |
| 2019 | Black Star Dancing             | –        | –        | 《黑星之舞》（迷你专辑）                  |
| 2019 | This Is the Place              | –        | –        | 《正是此地》（迷你专辑）                  |
| 2019 | Wandering Star                 | –        | –        | 《蓝月之升》（迷你专辑）                  |
| 2020 | Blue Moon Rising               | –        | –        | 《蓝月之升》（迷你专辑）                  |
| 2021 | We're on Our Way Now           | –        | –        | 《走回我们曾经的路：第一卷（2011-2021）》 |
| 2021 | Flying on the Ground           | –        | –        | 《走回我们曾经的路：第一卷（2011-2021）》 |
| 2022 | Pretty Boy                     | –        | –        | 《社宅天空》                              |
| 2023 | Easy Now                       | –        | –        | 《社宅天空》                              |
| 2023 | Dead to the World              | –        | –        | 《社宅天空》                              |
| 2023 | Council Skies                  | –        | –        | 《社宅天空》                              |
| 2023 | Love Will Tear Us Apart (demo) | –        | –        | 非专辑单曲                                |
| 2023 | In a Little While (demo)       | –        | –        | 非专辑单曲                                |

迷你专辑 (EP)
- 《黑星之舞》(Black Star Dancing) (2019)
- 《正是此地》 (This Is The Place) (2019)
- 《蓝月之升》 (Blue Moon Rising) (2020)

## 巡演成员

### 现任成员
- 诺尔·加拉格 - 主唱、主音吉他、节奏吉他 (2011-至今)
- 甘姆·阿彻 - 节奏吉他、主音吉他 (2016-至今)
- Mike Rowe - 键盘 (2011-至今)
- Russell Pritchard - 电贝斯、和声 (2011-至今)
- Chris Sharrock - 鼓 (2016-至今)
- Jessica Greenfield - 和声、键盘 (2017-至今)
- Charlotte Marionneau - 剪刀、铃鼓、和声、法语念白 (2017-至今)
- YSEÉ - 和声 (2017-至今)

### 已离开成员
- Jeremy Stacey – 鼓 (2011–2016)
- Tim Smith – 节奏吉他、主音吉他 、和声  (2011–2016)

## 外部連結
- 官方网站
- 官方Twitter（页面存档备份，存于）
- 官方Instagram（页面存档备份，存于）
- 官方Facebook（页面存档备份，存于）
- 官方Youtube頻道（页面存档备份，存于）
- Soundcloud（页面存档备份，存于）